# Klanxbüll
Klanxbüll (Tiếng Đan Mạch Klangsbøl, Frisian Klångsbel) là một đô thị thuộc huyện Nordfriesland, bang Schleswig-Holstein, Đức.